# Ульево
Ульево — деревня в Онуфриевском сельском поселении Истринского района Московской области. Население — 6 чел. (2010).
Находится в 33 км юго-западнее Истры, по левому берегу реки Малая Истра, окружена болотами, высота над уровнем моря 214 м. Ближайшие населённые пункты — Бочкино, Житянино и Огарково.

## Население
| 2002 | 2006 | 2010 |
| ---- | ---- | ---- |
| 3    | →3   | ↗6   |